# Bernhard Krüger (SS-Mitglied)

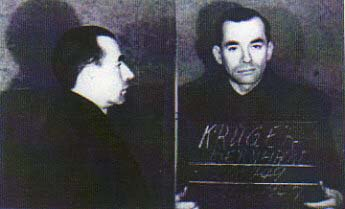
Krüger bei seiner Festnahme

Bernhard Krüger (* 26. November 1904 in Riesa; † 3. Januar 1989 in Hamburg) war während des Zweiten Weltkriegs als SS-Sturmbannführer der Leiter des Referates VI F 4a im Reichssicherheitshauptamt. Dieses Referat des Sicherheitsdienstes (SD) war unter anderem für Pass- und Dokumentenfälschungen zuständig. Als ausgebildeter Textilingenieur war Krüger verantwortlich für die Auswahl von Papier, Farben und Druckwerkzeugen. Im Rahmen der 1939 geplanten „Aktion Bernhard“ wurden vom SD in größerem Umfang zunächst Pfundnoten gefälscht. Man wollte durch Millionen gefälschte Banknoten, die durch jüdische Falschgeldkuriere in Umlauf gebracht werden sollten, die britische Währung schwächen. Die Kuriere sollten später ermordet werden. Diese Geldfälschungsaktion erhielt ihre Bezeichnung von Krügers Vornamen. Die Herstellung erfolgte mit Hilfe von jüdischen Häftlingen, die wegen ihrer „rassemäßigen Zugehörigkeit“ ins Konzentrationslager deportiert wurden, im Konzentrationslager Sachsenhausen. Später wurden auch Dollarnoten gefälscht.
Krüger trat zum 1. Mai 1931 der NSDAP bei (Mitgliedsnummer 528.739) und schloss sich auch der SS an (SS-Nummer 15.249). Krügers Familie war bereits während des Krieges nach Dassel gezogen, wo er auch im Jahre 1946 von den britischen Behörden verhaftet wurde. Er verbrachte insgesamt vier Jahre in alliierter Haft. Juristisch wurde er nie belangt. Nach der Haftentlassung lebte er weiter in Dassel und arbeitete bei der Papierfabrik Hahnemühle, die das Papier für die gefälschten Pfundnoten geliefert hatte. Später lebte er in Hamburg.
Die Geschichte der „Aktion Bernhard“ wurde 2007 unter dem Titel Die Fälscher von dem Regisseur und Drehbuchautor Stefan Ruzowitzky verfilmt.